# دتوماسو پی۷۲
دتوماسو پی۷۲ (به انگلیسی: De Tomaso P72) یک خودروی اسپورت آینده است که توسط سازنده خودروی ایتالیایی دتوماسو ساخته می‌شود. بر اساس پایه‌های آپولو اینتنسا اموزیونه، این خودرو ادای احترامی به نمونهٔ اولیه خودروی مسابقه‌ای دتوماسو پی۷۰ است. دتوماسو گفته است که این خودرو باید تا پایان سال ۲۰۲۲ عرضه شود.

## تاریخچه توسعه
برند دتوماسو توسط IdealVentures مستقر در هنگ کنگ در سال ۲۰۱۴ خریداری شد، همان شرکتی که خودروساز آلمانی گامپرت را خریداری کرده بود. تحت مدیریت جدید، کار برای احیای این برند پس از یک تلاش ناموفق در سال ۲۰۰۹ آغاز شد. پس از یک کمپین تبلیغاتی بر اساس تاریخچه شرکت و چند تیزر ویدئویی از خودروی جدید در حال توسعه با نام رمز "Project P"، این شرکت خودروی اسپورت جدید را در جشنواره سرعت گودوود ۲۰۱۹ معرفی کرد. خودروی جدید که پی۷۲ نام دارد از شاسی یکپارچه فیبر کربنی ساخته شده بر اساس استانداردهای LMP1 و بر اساس آپولو اینتنسا اموزیونه استفاده می‌کند. برخلاف اینتنسا اموزیونه، این خودرو به‌عنوان یک گرند تورر طراحی شده است.

## طراحی

### بیرون

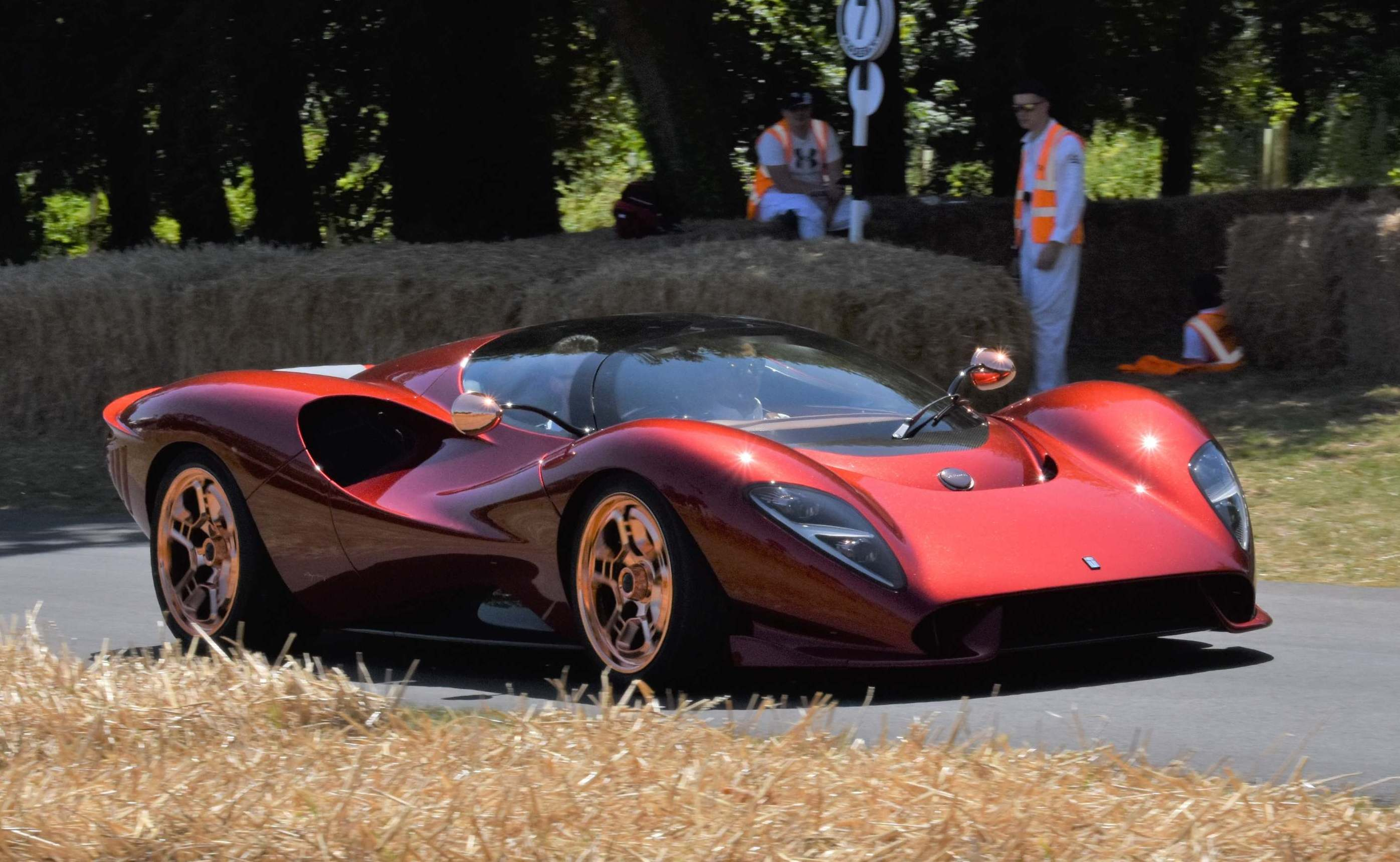
نمای جلو

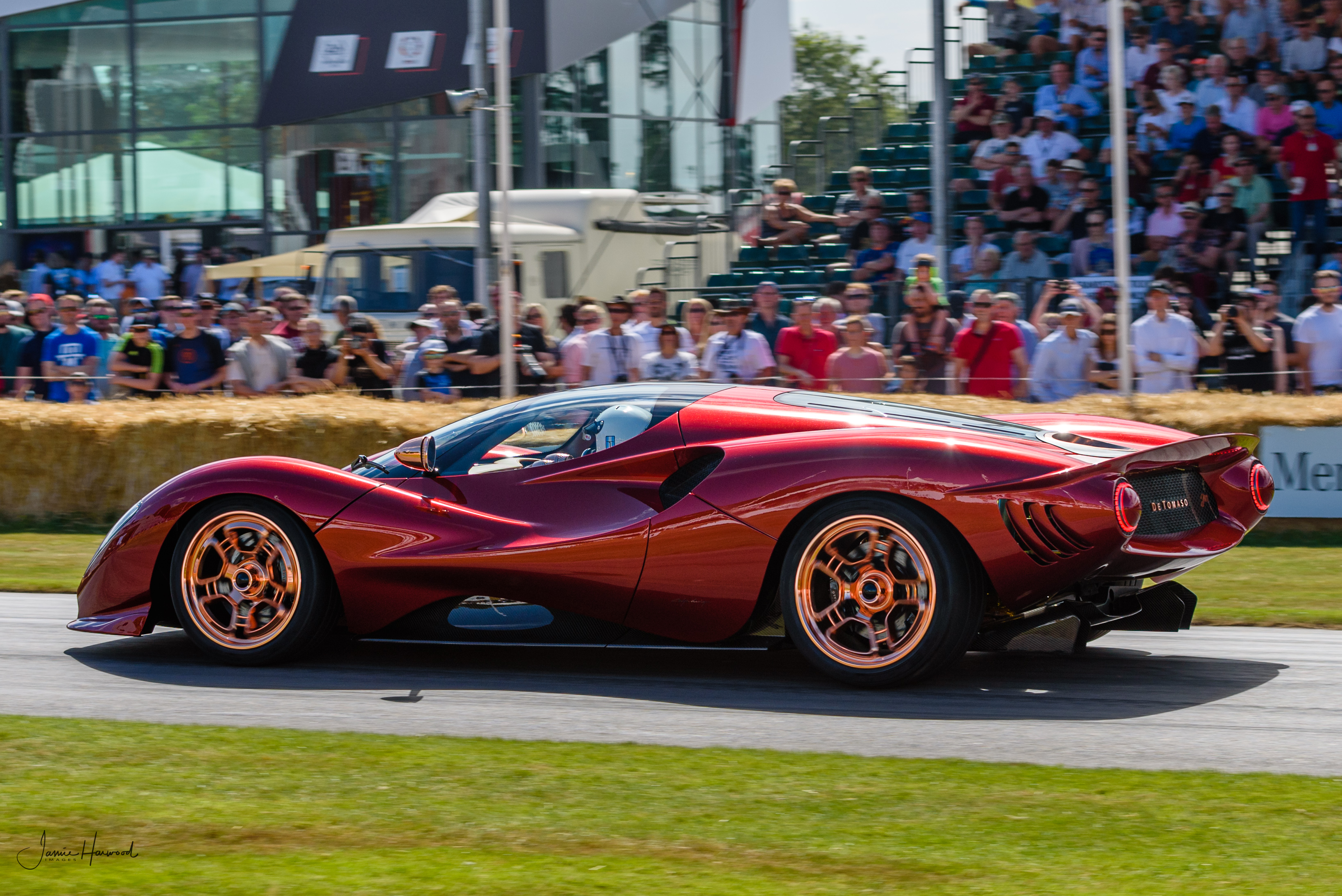
نمای کنار

طراحی بیرونی توسط Jowyn Wong از Wyn Design طراحی شده است، طراحی بیرونی بر اساس ماشین مسابقه‌ای پی۷۰ و ماشین‌های مسابقه لومان در دهه ۱۹۷۰ است و عناصر مدرن را با شکل کلاسیک ترکیب می‌کند. نمای بیرونی نیز دارای یک سیستم اگزوز نصب شده در بالا است.

### دورن
درون کابین با چرم الماس دوخته شده است و دارای ابزار دقیقی است که دارای عناصر مسی صیقلی است، همراه با یک اهرم تعویض دنده با اتصال باز که از جنس مس جعبه‌دنده دستی نصب شده در خودرو ساخته شده است. فضای داخلی نیز دارای طراحی دایره‌ای آنالوگ و ابزار دقیق است تا فضای داخلی خودروهای دهه‌های ۱۹۶۰ و ۱۹۷۰ را به یاد بیاورد.

## مشخصات فنی
در اکتبر ۲۰۱۹، دتوماسو فاش کرد که پی۷۲ از یک موتور ۵٫۰ لیتری سوپرشارژ فورد کایوت وی۸ مجهز به یک سوپرشارژر از نوع Roots ساخته شده توسط شرکت تیونینگ آمریکایی Roush Performance بهره می‌برد. این موتور نتیجه یک همکاری فنی بین هر دو شرکت است. این موتور به یک جعبه‌دنده ۶ سرعته دستی متصل می‌شود. ارقام قدرت خروجی فاش نشد زیرا موتور هنوز در مرحله توسعه است.

## تولید

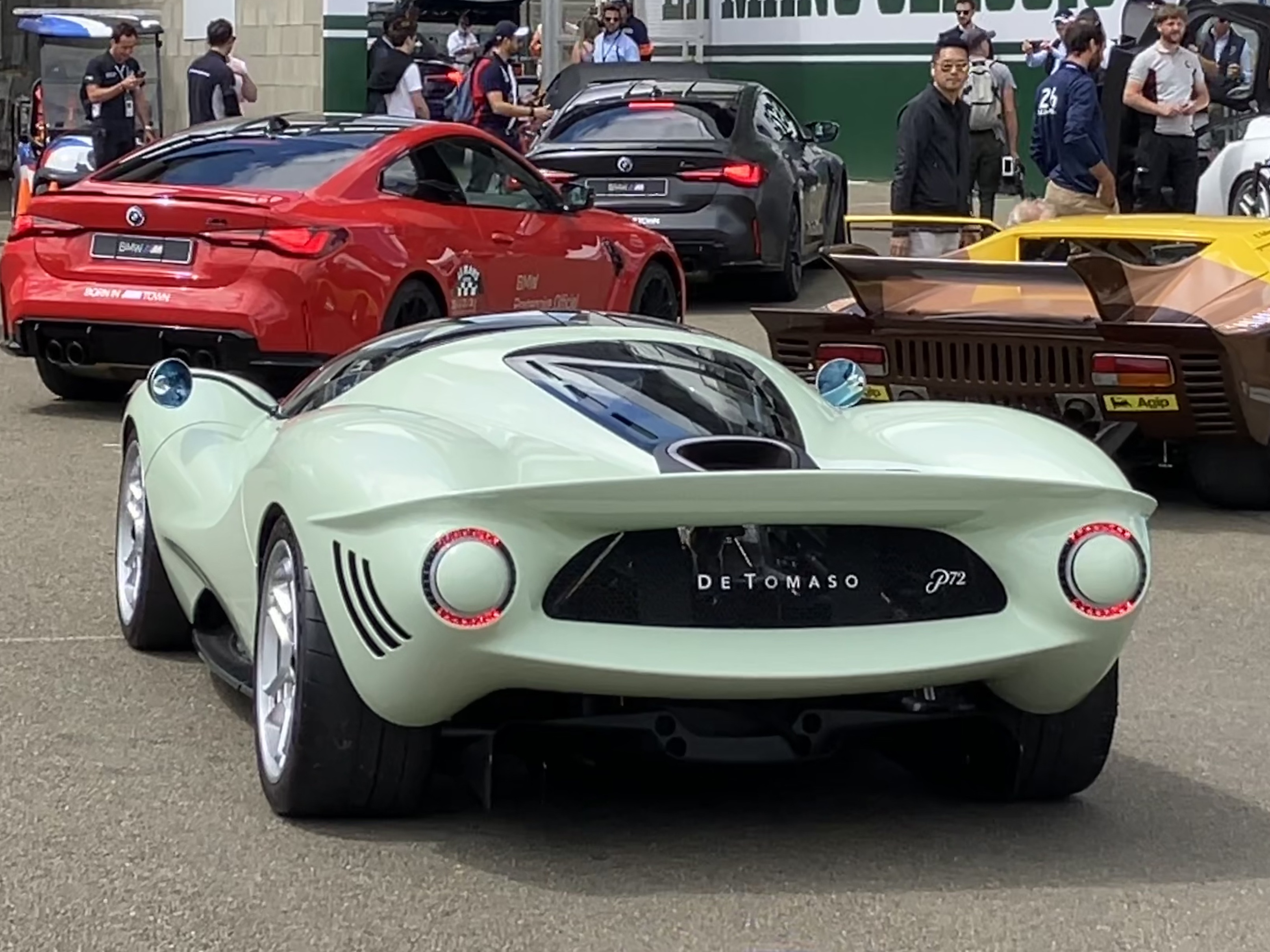
نمای پشت پی۷۲ در لومان کلاسیک ۲۰۲۲

قرار است ۷۲ دستگاه از پی۷۲ تولید شود. این حرکت برای اطمینان از انحصاری بودن خودرو انجام شد. این خودرو تحت تاییدیه قرار خواهد گرفت اما دتوماسو اطمینان داده است که این خودرو مانند مدل پیش تولید نشان داده شده در گودوود باقی خواهد ماند.